# Jorge Escobari
Jorge Escobari Cusicanqui (La Paz, Bolivia, 3 de septiembre de 1926 - La Paz, Bolivia, 14 de junio de 2000) fue un abogado, diplomático, parlamentario y político boliviano, canciller de Bolivia desde el 11 de mayo de 1979 hasta el 8 de agosto de 1979, durante el gobierno del presidente David Padilla Arancibia.

## Biografía
Jorge Escobari nació el 3 de septiembre de 1926 en la ciudad de La Paz, Bolivia. Hizo sus estudios primarios y secundarios en su ciudad natal. Continuó con sus estudios superiores ingresando a la facultad de derecho de la Universidad Mayor de San Andrés (UMSA), graduándose años después como abogado de donde luego impartiría clases de derecho en la misma universidad. Escobari se caracterizó siempre por ser un diplomático e intelectual, especializado en asuntos históricos y jurídicos bolivianos, antes de desempeñarse como político.
Su carrera diplomática de comenzó cuando en 1945 ocupa el cargo de secretario de la embajada del Perú en Bolivia. Ya durante los gobiernos pertenecientes al Movimiento Nacionalista Revolucionario (MNR), Escobari desempeñó el puesto de encargado de negocios de Bolivia en Brasil, fue  dos veces embajador de Bolivia en Colombia, Perú y embajador por una sola vez en Argentina y Ecuador. 
El 11 de mayo de 1979 durante el gobierno del presidente David Padilla Arancibia, Escobari fue posesionado como canciller de Bolivia. En la política exterior del país, se caracterizó por su constante preocupación por la reivindicación marítima sobre el retorno de Bolivia al mar con soberanía. Fue canciller hasta el 8 de agosto de 1979, fecha en la que el presidente Padilla Arancibia entregaba el poder a Walter Guevara Arze. 
En 1989, el jefe del partido político Conciencia de Patria (CONDEPA) Carlos Palenque Avilés, invitó a Escobari para que le acompañara como candidato a la vicepresidencia en las elecciones generales de Bolivia de 1989. Los resultados dieron a CONDEPA el tercer lugar en la votación a nivel nacional. Pero ese mismo año CONDEPA postuló a Escobari para el cargo de Senador de Bolivia, representando al Departamento de La Paz el cual ganó el curul.
Cabes destacar también que el jefe del partido CONDEPA siempre demostraba un singular y gran aprecio por los intelectuales, reservándoles espacios en su partido político para que estos puedan candidatear en elecciones y ocupar curules en el parlamento boliviano claro ejemplo fueron Jorge Escobari, Andrés Soliz Rada, Eduardo Paz Rada, Ricardo Paz Ballivián, Julio Mantilla Cuellar, Gonzalo Ruiz Paz entre otros. 
Escobari no fue postulado a la reelección y se distanció de Conciencia de Patria (CONDEPA) para acompañar a Julio Mantilla en la creación del MPP. 
Entre sus principales obras destacan: Brasil y el Petróleo Boliviano (1961), El Aprovechamiento de las aguas del Titicaca (1961), El Derecho al Mar (Tres ediciones 1964), Historia diplomática de Bolivia (1975, alcanzó 5 ediciones) y Derecho diplomático boliviano (1985). Fue miembro de la Academia boliviana de la historia. 
Después de haber permanecido durante 48 años (1945-1993) en la vida pública y política del país, Escobari decide retirarse a la vida privada. Falleció en la ciudad de La Paz el 14 de junio de 2000 a los 74 años de edad.